# Stolnica sv. Fronta, Périgueux
Stolnica sv. Fronta je stolna cerkev v francoskem mestu Périgueux, sedež škofije Périgueux in Sarlat. Na seznamu francoskih zgodovinskih spomenikov je od leta 1840, v sklopu Jakobove romarske poti v Santiago de Compostelo pa je od leta 1998 tudi na Unescovem seznamu svetovne kulturne dediščine.
Stolnica je imenovana po legendarnem prvem škofu Périgueuxa, svetem Frontu, ki je deloval na tem ozemlju v tretjem stoletju in katerega relikvije so bile shranjene v stolnici do leta 1575.
Prvotna cerkev, posvečena svetemu Frontu, je tod stala že v 6. stoletju, za časa škofa Chronopa II. Prenova cerkve se je kot del opatije začela v 80. letih 10. stoletja, končala pa s posvetitvijo v letu 1047. Kot bazilika je ohranila dele njene predhodnice, v njej je bila leta 1077 izdelana grobnica sv. Fronta, postala je tudi romarsko središče na Jakobovi poti Via Lemovicensis. Cerkev je bila uničena v požaru, ki je izbruhnil leta 1120. Sedanja cerkev je bila zgrajena kmalu zatem v romansko - bizantinskem slogu kot imitacija cerkve svetih apostolov v Konstantinoplu, podobno kot bazilika sv. Marka v Benetkah v obliki grškega križa s petimi kupolami. 
Sedež škofije je postala leta 1669, pred tem je bil sedež v stolnici sv. Štefana (cathédrale Saint-Étienne de la Cité).

## Zgodovina

### Prva cerkev
Prva cerkev je bila postavljena na hribu v sedanjem mestecu Périgueux. Gradnja se je začela med letoma 500 in 536.
Normanski vpadi, ki so se zgodili v Périgordu v 9. stoletju, so leta 845 cerkev uničili, ostal je samo najstarejši del, ki so ga odkrili v 16. stoletju, dvojne zgradbe v stolnici. 

### Druga cerkev
Leta 976 je škof Frotaire na mestu stare cerkve zgradil samostan sv. Fronta, morda po benediktinskem redu. Cerkev je bila posvečena leta 1047. Kor je bil obokan, v njem pa je bila grobnica svetega Fronta, ki jo je leta 1077 izdelal Guinanond, menih iz samostana La Chaise-Dieu. Ta grobnica je bila okrašena s številnimi dragimi kamni in skulpturami, zlasti angelom, poudarjenim s halom iz steklenih elementov, ki se zdaj hrani v muzeju umetnosti in arheologije Périgord (Musée d'Art et d'Archéologie du Périgord).
V 11. stoletju so samostansko cerkev z videzom kupolaste cerkve razširili, da bi lahko sprejela več romarjev, zlasti tistih, ki so se usmerili v Santiago de Compostela. Ti dve povezani stavbi sta si delili samo oltar. Stara cerkev je imela svoj kor na vzhodu, nova pa na zahodu. Kupolasta cerkev je imela vzhodno stopnišče, ki je omogočalo dostop z bregov reke Isle.
Požar leta 1120, v času škofa Guillaumea d'Auberocheja, je opustošil okolico in samostan. Gradnja kupolaste cerkve je bila končana med letoma 1160 in 1170. Cerkev so na vzhodu leta 1337 razširili s kapelo, posvečeno svetemu Antonu. To kapelo je posvetil kardinal Hélie de Talleyrand-Périgord, služili so ji avtonomni kaplani.
Leta 1525 so jo znova povečali z gradnjo župnijske cerkve sv. Janeza Krstnika in nato sv. Ane na severovzhodu, trenutno mesto kapelice Device.
Leta 1575 so hugenoti cerkev opustošili tako, da so uničili velik del opreme in ukradli relikvije sv. Fronta, ki so jih odnesli in vrgli v Dordogno.

### Stolnica v 17. stoletju

#### Stolnica v času reformacije
Uničenje, ki so ga naredili protestanti, ko so zavzeli mesto med letoma 1575 in 1577, je vodilo do šest letne opustitve cerkve sv. Fronta  in prenos sedeža škofije v mestno cerkev Saint-Etienne, ki je bil tu do leta 1669.
Med letoma 1760 in 1764 so bile kupole, ki so bile v zelo slabem stanju, pokrite z ogrodjem in  pokrite s skrilavcem.
Leta 1840 je bila stolnica prvič uvrščena med zgodovinske spomenike.

### Obnova v 19. stoletju
Prvi projekt obnove stolnice je pripravil Alexis-Honoré Roché (1757-1828). 3. oktobra 1826 je prefekt Huchet de Cintré od Louisa Catoirea zahteval nadaljevanje dela. Mesto začne po njegovih ukazih v južnem delu z obnovitvijo kupole in južne apside. Projekt je bil leta 1840 prekinjen, vendar se je delo nadaljevalo leta 1841. Južna tribuna, zgrajena leta 1722 po okusu iz obdobja Ludvika XV. je bila porušena. Vsi so se zgražali nad tem dejanjem. 10. novembra 1841 je škof prejel pismo skrbnika pečata, ministra za čaščenje, ki je zapisal: »Upiram se gnusnemu vandalizmu, ki se je zagrešil v stolnici Périgueux. Zakaj ste gotske stebre zamenjali za korintskimi kapiteli, pohabili južno apsido tako?... Izražam gospod prefekt svoje začudenje. Takšna dela, ki jih je naredil vladni arhitekt in jih ta javni uslužbenec brez dovoljenja prenašal v stavbo, ki pripada državi«. Leta 1841 je bil na pregled Catoirejevega dela poslan Maximilien Lion. Predlagal je odstranitev streh, ki pokrivajo kupole. Louis Catoire je nato prenehal z delom. Mesto je izgubil 30. oktobra 1849. Leta 1851 ga je nadomestil Paul Abadie.
Od leta 1852 do 1895 je potekala obnova cerkve sv. Fronta, ki jo je izvedel Paul Abadie, bodoči arhitekt bazilike Sacré-Cœur v Parizu. On in drugi arhitekti so dodali elemente, ki jih je danes mogoče videti. Stolnica je obdržala le zvonik iz 12. stoletja, prvotni videz s kupolami pa je bil obnovljen, ko je Paul Abadie preoblikoval celotno arhitekturo ob upoštevanju tlorisa in obsega zgradbe.
Med letoma 1855 in 1858 sta bila južna in severna kupola zaradi starosti še posebej nevarni, zlasti slednja, ki je bila na zahtevo gospoda Léonceja in končno porušena po ukazu odbora generalnih inšpektorjev škofijskih stavb. Ta dogodek je sprožil verižno reakcijo, vključno z uničenjem južne kupole leta 1864 in vzhodne med letoma 1867 in 1871. Leta 1877 so ta koncept obnove Paula Abbadieja kritizirali. Kapeli sv. Ane in sv. Antona sta bili uničeni, kripte iz 12. stoletja pa niso bile spremenjene.
Leta 1889 so pročelje cerkve in samostan ponovno uvrstili med zgodovinske spomenike.

### Od obnove do danes
Stolnica je od leta 1998 uvrščena na seznam svetovna dediščina v okviru romarske Jakobove poti v Santiago de Compostela.
Med letoma 1999 in 2002 je Območna direkcija za kulturo Akvitanije zaupala Françoise Perretu, restavratorju v Sergeacu, restavriranje vseh postaj križevega pota, ki jih je med leti 1849 in 1851 naslikal Jacques-Émile Lafon.
Zaradi težav z dostopnostjo, so okolico stolnice 26. avgusta 2013 začeli obnavljati; dela so obsegala izboljšave na rue Denfert-Rochereau, trg in drevored Daumesnil, razširitev pločnikov.  Sanirana okolica stolnice je bila dokončno odprta 23. julija 2014.
- v času obnove v 19. stoletju
- notranjost
- vitraži
- kip sv. Jakoba

## Opis
Zgrajena je bila v 12. stoletju v slogu, ki je mešanica romanskih in bizantinskih vplivov.
Stolnica je zdaj v lasti države.

### Zunanjost
Na severni strani je portik, dolg 25 m, s teraso s petimi travejami, ki jo je zasnoval Paul Abadie. Portik je od gradnje prve cerkve ostal nedotaknjen; utrdil ga je zid po požaru leta 1120. Znotraj tega slednjega je bila zgrajena galerija s številnimi mašikulami. Vrata, imenovana "Porte du Gras" ali "Porte du Greffe", kamor se je bilo treba povzpeti po več stopnicah, izvirajo iz leta 1581, kar dokazuje napis, ki se je pojavil nad vrati, vendar pa so bila preurejena v sodobnem času. Na vsakem vogalu portika sta bila postavljena konjeniška kipa Ludvika IX. in Ivane Orleanske, ki pa jih je mesto Périgueux zavrnilo in so ju postavili v baziliko Srca Jezusovega v Pariz.
Na vzhodu v apsidi je omogočen dostop do kript, ki so pod kupolama sever in jug, in segajo v 12. stoletje. Dodani sta bili dve sobi in dve kripti. Prva, imenovana 'kripta škofov', je posvečen zadnjim škofom Périgueuxa. Druga služi kot shramba starih arhitekturnih blokov stolnice. Obstaja tudi puščavniška jama sv. Fronta, kjer je svetnik živel kot puščavnik v 4. stoletju. Za javnost je dostopna le med dnevi evropske dediščine.
Vrata, znana pod imenom Thouin, na jugu, s timpanonom brez okrasja in velikimi konzolami, omogočajo prehod iz križnega hodnika na vrt Thouin. Merijo 8 metrov v višino in 5 v širino, prej je bil to tretji vhod v baziliko sv. Fronta.
Zahodno od Place de la Clautre je nad zlomljenim lokom viden drugi polkrožni lok, ki prekriva stari portal.
Leta 2019 so opazovalci Društva za zaščito ptic opazili par sokolov selcev, ki so gnezdili na strehi stolnice.

### Zvonik
Zvonik stolnice je visok  62 m. Ni znano kdaj je bil zgrajen, vendar zgodovinarji vedo, da je bil obnovljen po požaru leta 1120. Ima pravokoten tloris, ki zaporedno prehaja v kvadrat v vsakem nadstropju. Danes je okrepljen s številnimi oporniki, ki podpirajo njegovo težo. Znotraj zvonika v prvem nadstropju je galerija z edinim oknom, okrašenim s korintskimi stebri. Drugo nadstropje, ki v višino meri 10,45 m, sestavljajo pilastri različnih vrst, arhitrav, friz s kipi jagnjet, venec, ki počiva na ograji in drugi detajli. Tretje nadstropje, ki v višino meri 9,55 m in je podobno drugemu, je obdano z galerijo. Velikost oken se je medtem zmanjšala. Sicer pa vsako nadstropje sledi natančnemu in drugačnemu geometrijskemu načrtu za vsako od njih. Zvonik je zaključen s stožčasto kupolo, ki v višino meri 8 m in ima premer 7 m in spominja na borov storž. Zvonik krasi angel, bordojskega kiparja Maura.

### Strešni sistem
Svinčeni listi, nameščeni neposredno na zgornjo površino, tvorijo streho stolnice, kot večina stavb v bizantinskem slogu.
Nad štirimi stebri centralne kupole so se združili nasprotni loki, s čimer so se vzpostavili odtoki za deževnico, ki so jo odvedli štirje bruhalniki s curki vode iz kotov grškega križa, rešitev, ki je neprimerljiva z drugimi stolnicami 13. stoletje. Bruhalniki odvajajo vodo s polovice strehe in tvorijo slapove, visoke 25 m. Zaradi tega je kamen sčasoma spremenil barvo.

### Kupole in oprema

#### Oboki in tloris
Na vzoru bazilike svetega Marka v Benetkah je tloris stolnice v obliki grškega križa, njenih pet zvončastih kupol pa nakazuje edinstven neposreden odnos z verskimi zgradbami bizantinske arhitekture, kot je cerkev Svetih apostolov v Carigradu, ki je bila tudi navdih za arhitekta stolnice sv. Fronta. Kupole stolnice so bile prej različnih dimenzij, vendar jih je Paul Abadie preoblikoval tako, da imajo enotno velikost; poleg tega je pet kupol simetričnih. Stebri, ki nosijo nadgradnjo, so 6 metrov narazen, obremenitve pa so kljub temu razbremenjene z dvema pravokotnima prehodoma. Konkavnost pendantivov omogoča enostaven prehod iz kvadratne osnovne ravnine do zgornjega kroga. Kupole so zaradi varnostnih razlogov nedostopne javnosti.
Kapiteli, ki kronajo stebre stolnice, so značilni za korintski red in so okrašeni z listi akanta. Razpršeni so po zgradbi. Kar zadeva pilastre, so jih v arhitekturi v srednjem veku zelo malo uporabljali, prevladujejo v stolnici in nimajo kanelur. Ogredja, ki prekriva stebre, je po enostavnosti svoje namestitve primerljiva s Panteonom v Rimu.
Pod severno kupolo, na vsaki strani glavnega vhoda, lahko na vzhodu odkrijemo krstilnik in na zahodu spominsko ploščo, ki jo je 25. julija 1999 blagoslovil škof g. Gaston Poulain, ki, razen podpisa združenja, ki ga je oblikovalo, nima nobenih drugih dodatnih informacij. Nedavno je bila obnovljena apsida z oltarjem Device, ki jo je preoblikoval Paul Abadie, da bi nadomestil zunanjo kapelo, ki je nasledila prvotno romansko apsido iz leta 1524.
Južna kupola ščiti apsido, sestavljeno iz starodavnih sten in niše. Pred letom 1968 je bil oltar Srca Jezusovega, ki je pod kupolo, zasnovan v marmorju, dolgo časa tisti, kjer so darovali maše. Izvira iz 18. stoletja in izvira iz kartuzije Vauclaire.
Velike orgle so pod zahodno kupolo. V 11. in 12. stoletju je bil na tej lokaciji kor, ki sta ga uporabljali obe stari cerkvi. Na vsaki strani sta dve kapeli, namenjeni namestitvi relikvij. Severna, ki izvira iz 7. stoletja, je v 12. stoletju med deli izgubila eno obočno polo; trenutno je kapela  posvečena sv. Jakobu. Južni del izvira iz 9. stoletja.
Leta 1968 so pod osrednjo kupolo dvignili tla za postavitev stolničnega kora. V kamnitem oltarju je delo Yves-Marie Froideveaux z bas reliefom Rolanda Guillaumela. Prižnica predstavlja evangeliste.
Pet lestencev, ki visijo pod vsako kupolo, ki predstavljajo nebeški Jeruzalem, je zasnoval Paul Abadie in osvetlil 29. januarja 1853 za poroko Napoleona III. in Eugenie de Montijo v stolnici Notre-Dame v Parizu.
- Pogled v notranjost stolnice Édouarda Corroyerja (1835–1904) v L'architecture romane, 1888.
- Kupole bazilike svetega Marka v Benetkah, njen tloris v grškem križu s petimi kupolami je podoben sv. Frontu v Périgueuxu, model je bila cerkev svetih apostolov v Konstantinoplu, ki je zdaj izginila.
- Shema, ki predstavlja sledi kupole stolnice.
- Kip romarja sv. Jakoba v stolnici.
- Tloris in kupole v stolnici v Périgueuxu.

#### Slike
Namen slik naj bi bil okrasiti in skriti 'goloto sten'.
Leta 1178 je Pierre de Mimet naročil slike trinajstih svojih predhodnikov in sebe, da bi jih razstavil na stenah opatije. Leta 1587 je deževje poškodovalo slike, čeprav so bili določeni obrazi in imena še vedno razpoznavni.
Ena od dveh starodavnih cerkva, ki je zdaj južno (9. stoletje), ima dve sliki, ki predstavljata svetega Bernarda in svetega Benedikta iz konca 15. stoletja in tudi kopijo Zadnje večerje Leonarda da Vinci.
V južni kupoli je niša s stensko poslikavo iz 16. stoletja.
Večina slik je izginila med 16. in 19. stoletjem; enako velja za freske, poškodovane s časom

### Stara cerkev
Stara cerkev, precej latinske arhitekture, je stari del stolnice, ki meji na zahodno kupolo, sestavljena iz dveh merovinških in karolinških stavb. Dostopna je preko portala iz 12. stoletja, ki je na trgu Place de la Clautre. Pročelje stare cerkve je visoko 20 m in široko 20 m. Del merovinškega obdobja, sestavljen iz ene same ladje, je trenutno odprt v nebo. Konstrukcija temelji na stebrih s štirimi stolpi v vsakem vogalu sten. Ti stebri bi običajno nosili kupolo, ki ni bila nikoli zgrajena. Karolinški del podpira zvonik iz 12. stoletja, od požara leta 1120. V preteklosti je bil oltar te cerkve postavljen pod sedanjo zahodno kupolo, v kripti sv. Fronta, ki je danes izginila in med dvema kapelama, kjer naj bi bile postavljene relikvije.

### Samostan in križni hodnik
Na vzhodnem delu stolnice je bil velik samostan; njegova južna fasada meri skoraj 50 m. Med gradnjo samostana sv. Fronta leta 1047 so mu menihi dodali križni hodnik. Izboljšali so ga med gradnjo kupolaste cerkve leta 1173. Svode in arkade so v 14. in 15. stoletju preoblikovali v [gotska arhitektura|gotskem slogu]]. Od 1898 do 1907 je samostan obnavljal arhitekt Paul Boeswillwald. Od leta 1928 do 1929 je arhitekt Henri Rapine dokončal Boeswillwaldovo obnovo z rekonstrukcijo kapiteljske hiše v neogotskem slogu, pokrito z armiranobetonskim ogrodjem. Od leta 2001 do 2003 je arhitekt Oudin čistil in popravil oboke in stene štirih galerij. Zdaj so osvetljene s smernimi reflektorji, pritrjenimi na tla.
Križni hodnik ima štiri galerije, ki so bile v času delovanja kraj branja in poučevanja. Tista proti severu je alegorija teme in pekla, obrnjena proti jugu je usmerjena proti Jeruzalemu in zato predstavlja življenje in vstajenje. Na vzhodu je kraj, kjer se pojavi sončni vzhod. In tista na zahodu je odrekanje sveta. V preteklosti menihi niso vstopili na vrt, ker je veljal za podobo raja.